# Tomoplagia aberrans
Tomoplagia aberrans är en tvåvingeart som beskrevs av Aczel 1954. Tomoplagia aberrans ingår i släktet Tomoplagia och familjen borrflugor. Inga underarter finns listade i Catalogue of Life.